# Jimsar
Jimsar (Uyghur: جىمىسار ناھىيىسى‎, ULY: Jimisar Nahiyisi, UPNY: Jimisar Nah̡iyisi?; tiếng Trung: 吉木萨尔县; bính âm: Jímùsà'ěr Xiàn, Hán Việt: Cát Mộc Tát Nhĩ huyện) là một huyện của Châu tự trị dân tộc Hồi Xương Cát, khu tự trị Tân Cương, Trung Quốc.

### Trấn
- Cát Mộc Tát Nhĩ (吉木萨尔镇0
- Tam Đài (三台镇)
- Tuyền Tử Nhai (泉子街镇)
- Bắc Đình (北庭镇)

### Hương
- Nhị Công (二工乡)
- Khánh Dương Hồ (庆阳湖乡)
- Lão Đài (老台乡)
- Đại Hữu (大有乡)
- Tân Địa (新地乡)